# Robert Grier Stephens
Robert Grier Stephens, Jr., född 14 augusti 1913 i Atlanta i Georgia, död 20 februari 2003 i Athens i Georgia, var en amerikansk demokratisk politiker. Han var ledamot av USA:s representanthus 1961–1977.
Stephens studerade vid University of Georgia där han år 1935 avlade kandidatexamen, år 1937 masterexamen och år 1941 juristexamen. Läsåret 1935–1936 tillbringade han vid Hamburgs universitet i Nazityskland. Stephens tjänstgjorde i USA:s armé 1941–1946 och ingick i åklagaren Robert H. Jacksons stab vid Nürnbergprocessen. Han var stadsåklagare i Athens 1947–1950.
Stephens efterträdde 1961 Paul Brown som kongressledamot och efterträddes 1977 av Doug Barnard. Stephens avled 2003 och gravsattes på Oconee Hill Cemetery i Athens.